# El Puig de Santa Maria
El Puig de Santa Maria (bis 2012 offiziell El Puig) ist eine Gemeinde in der spanischen Provinz Valencia. Sie befindet sich in der Comarca Huerta Nord  in der Agglomeration Valencia. 

## Geografie
Das Gemeindegebiet von El Puig de Santa Maria grenzt an das der folgenden Gemeinden: Albalat dels Tarongers, Náquera, la Puebla de Farnals, Puçol, Rafelbunyol und Sagunt, die alle in der Provinz Valencia liegen. Die Gemeinde grenzt auch an das Mittelmeer.

## Geschichte
In der Gemeinde befand sich eine muslimische Festung, welche von den Christen Puig de Cebolla genannt wurde.

## Demografie
| 1842 | 1900 | 1930 | 1950 | 1970 | 1981 | 1991 | 2001 | 2011 | 2021 |
| ---- | ---- | ---- | ---- | ---- | ---- | ---- | ---- | ---- | ---- |
| 1759 | 1909 | 2690 | 3331 | 4550 | 5148 | 6428 | 7352 | 8974 | 8737 |

## Wirtschaft
Die Wirtschaft, traditionell agrarisch, befindet sich in einem fortschreitenden Zustand der Transformation hin zu Industrie und Dienstleistungen.